# Pointe des Trois-Évêques
La pointe des Trois-Évêques est un sommet situé dans les Alpes pennines et culminant à 2 501 ou 2 503 m d'altitude.

## Toponymie
Le toponyme dérive du fait qu'à sommet se joignent les limites des trois diocèses d'Aoste, de Bielle et de Novare.

## Géographie
La pointe des Trois-Évêques se situe le long de la ligne de partage des eaux entre la vallée du Lys, le Valsesia et la vallée du Cervo.
Elle appartient aux communes de Gaby, de Rassa et d'Andorno Micca.
Elle est séparée des Jumeaux de Mologne par le col de la Grande Mologne (2 356 m).

### Lacs
Sur le versant valsésien se trouvent les lacs des Trois-Évêques. 
Sur le versant valdôtain se trouve le lac de Grétie (ou du Grekij).